# Neopul
A Neopul, Sociedade de Estudos e Construções, S. A., mais conhecida pela designação NEOPUL ou Neopul, é uma empresa portuguesa de engenharia e construção ferroviária e hidráulica. Apresenta-se, actualmente, como parte do grupo Somague.

## História e caracterização

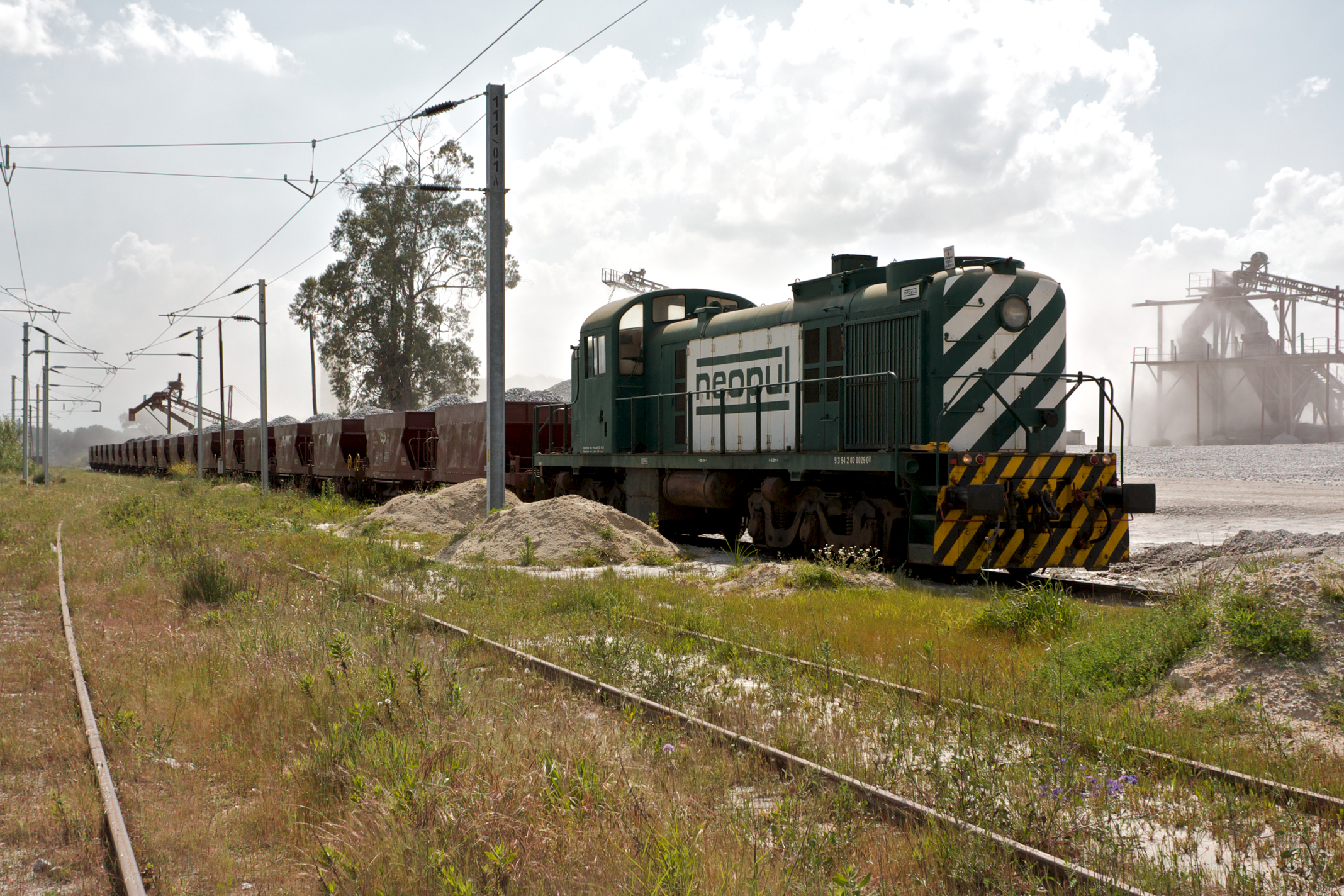
Antiga locomotiva n.º 1502 dos Caminhos de Ferro Portugueses, com o esquema de cores da Neopul, na Estação de Monte das Flores.

Esta empresa iniciou as suas operações em 1983, tornando-se parte do grupo SOMAGUE em 2002.
A NEOPUL caracteriza-se como uma sociedade anónima, com sede em Sintra, cuja principal actividade se prende com as infra-estruturas ferroviárias, como vias, sinalização, manutenção, pontes e túneis, e em estruturas hidráulicas, como tratamento, recolha e monitorização de águas.
Embora a sua principal área de actuação seja em Portugal, também já efectuou vários serviços na Irlanda e em Espanha.